# Sara Lozo
Sara Lozo (en serbe : Сара Лозо) est une joueuse de volley-ball serbe née le 29 avril 1997. Elle mesure 1,86 m et joue au poste d’attaquante. Avec la sélection nationale serbe, elle remporte le Championnat du monde féminin de volley-ball 2022.

## Palmarès

### Équipe nationale
- Championnat du monde
  - Vainqueur : 2022.